# Mücka
Mücka (hornolužickosrbsky Mikow) je obec v Horní Lužici v německé spolkové zemi Sasko. Nachází se v zemském okrese Zhořelec a má 964 obyvatel.